# جام جهانی تیراندازی ۲۰۲۰
جام جهانی تیراندازی ۲۰۲۰ نسخه سالانه جام جهانی ISSF در رویدادهای تیراندازی المپیک است که توسط فدراسیون بین‌المللی ورزش تیراندازی اداره می‌شود.
با توجه به همه‌گیری COVID-19، تنها مرحله ای که طبق برنامه پیش رفت، اولین مرحله جام جهانی تراپ در نیکوزیا قبرس بود.

## نتایج مردان

### رویدادهای تفنگ
| تفنگ سه وضعیت ۵۰ متر                     | تفنگ سه وضعیت ۵۰ متر                     | تفنگ سه وضعیت ۵۰ متر                     | تفنگ بادی ۱۰ متر                         | تفنگ بادی ۱۰ متر                         | تفنگ بادی ۱۰ متر                         |
| ---------------------------------------- | ---------------------------------------- | ---------------------------------------- | ---------------------------------------- | ---------------------------------------- | ---------------------------------------- |
| دهلی نو هند (05-13 مه)                   | دهلی نو هند (05-13 مه)                   | دهلی نو هند (05-13 مه)                   | دهلی نو هند (05-13 مه)                   | دهلی نو هند (05-13 مه)                   | دهلی نو هند (05-13 مه)                   |
| 1                                        | لغو شد                                   | لغو شد                                   | 1                                        | لغو شد                                   | لغو شد                                   |
| 2                                        | لغو شد                                   | لغو شد                                   | 2                                        | لغو شد                                   | لغو شد                                   |
| 3                                        | لغو شد                                   | لغو شد                                   | 3                                        | لغو شد                                   | لغو شد                                   |
| مونیخ آلمان (02-09 ژوئن)                 | مونیخ آلمان (02-09 ژوئن)                 | مونیخ آلمان (02-09 ژوئن)                 | مونیخ آلمان (02-09 ژوئن)                 | مونیخ آلمان (02-09 ژوئن)                 | مونیخ آلمان (02-09 ژوئن)                 |
| 1                                        | لغو شد                                   | لغو شد                                   | 1                                        | لغو شد                                   | لغو شد                                   |
| 2                                        | لغو شد                                   | لغو شد                                   | 2                                        | لغو شد                                   | لغو شد                                   |
| 3                                        | لغو شد                                   | لغو شد                                   | 3                                        | لغو شد                                   | لغو شد                                   |
| باکو جمهوری آذربایجان (22 ژوئن-۰۳ ژوئیه) | باکو جمهوری آذربایجان (22 ژوئن-۰۳ ژوئیه) | باکو جمهوری آذربایجان (22 ژوئن-۰۳ ژوئیه) | باکو جمهوری آذربایجان (22 ژوئن-۰۳ ژوئیه) | باکو جمهوری آذربایجان (22 ژوئن-۰۳ ژوئیه) | باکو جمهوری آذربایجان (22 ژوئن-۰۳ ژوئیه) |
| 1                                        | لغو شد                                   | لغو شد                                   | 1                                        | لغو شد                                   | لغو شد                                   |
| 2                                        | لغو شد                                   | لغو شد                                   | 2                                        | لغو شد                                   | لغو شد                                   |
| 3                                        | لغو شد                                   | لغو شد                                   | 3                                        | لغو شد                                   | لغو شد                                   |

### رویدادهای تپانچه
| تپانچه آتش سریع ۲۵ متر                   | تپانچه آتش سریع ۲۵ متر                   | تپانچه آتش سریع ۲۵ متر                   | تپانچه بادی ۱۰ متر                       | تپانچه بادی ۱۰ متر                       | تپانچه بادی ۱۰ متر                       |
| ---------------------------------------- | ---------------------------------------- | ---------------------------------------- | ---------------------------------------- | ---------------------------------------- | ---------------------------------------- |
| دهلی نو هند (05-13 مه)                   | دهلی نو هند (05-13 مه)                   | دهلی نو هند (05-13 مه)                   | دهلی نو هند (05-13 مه)                   | دهلی نو هند (05-13 مه)                   | دهلی نو هند (05-13 مه)                   |
| 1                                        | لغو شد                                   | لغو شد                                   | 1                                        | لغو شد                                   | لغو شد                                   |
| 2                                        | لغو شد                                   | لغو شد                                   | 2                                        | لغو شد                                   | لغو شد                                   |
| 3                                        | لغو شد                                   | لغو شد                                   | 3                                        | لغو شد                                   | لغو شد                                   |
| مونیخ آلمان (02-09 ژوئن)                 | مونیخ آلمان (02-09 ژوئن)                 | مونیخ آلمان (02-09 ژوئن)                 | مونیخ آلمان (02-09 ژوئن)                 | مونیخ آلمان (02-09 ژوئن)                 | مونیخ آلمان (02-09 ژوئن)                 |
| 1                                        | لغو شد                                   | لغو شد                                   | 1                                        | لغو شد                                   | لغو شد                                   |
| 2                                        | لغو شد                                   | لغو شد                                   | 2                                        | لغو شد                                   | لغو شد                                   |
| 3                                        | لغو شد                                   | لغو شد                                   | 3                                        | لغو شد                                   | لغو شد                                   |
| باکو جمهوری آذربایجان (22 ژوئن-۰۳ ژوئیه) | باکو جمهوری آذربایجان (22 ژوئن-۰۳ ژوئیه) | باکو جمهوری آذربایجان (22 ژوئن-۰۳ ژوئیه) | باکو جمهوری آذربایجان (22 ژوئن-۰۳ ژوئیه) | باکو جمهوری آذربایجان (22 ژوئن-۰۳ ژوئیه) | باکو جمهوری آذربایجان (22 ژوئن-۰۳ ژوئیه) |
| 1                                        | لغو شد                                   | لغو شد                                   | 1                                        | لغو شد                                   | لغو شد                                   |
| 2                                        | لغو شد                                   | لغو شد                                   | 2                                        | لغو شد                                   | لغو شد                                   |
| 3                                        | لغو شد                                   | لغو شد                                   | 3                                        | لغو شد                                   | لغو شد                                   |

### رویدادهای اهداف پروازی
| تراپ                                     | تراپ                                     | تراپ                                     | اسکیت                                    | اسکیت                                    | اسکیت                                    |
| ---------------------------------------- | ---------------------------------------- | ---------------------------------------- | ---------------------------------------- | ---------------------------------------- | ---------------------------------------- |
| نیکوزیا قبرس (04-13 مارس)                | نیکوزیا قبرس (04-13 مارس)                | نیکوزیا قبرس (04-13 مارس)                | نیکوزیا قبرس (04-13 مارس)                | نیکوزیا قبرس (04-13 مارس)                | نیکوزیا قبرس (04-13 مارس)                |
| 1                                        | Anton Glasnovic (CRO)                    | ۴۴                                       | 1                                        | Stefan Nilsson (SWE)                     | ۵۸                                       |
| 2                                        | Andreas Löw (GER)                        | ۴۱                                       | 2                                        | Federico Gil (ARG)                       | ۵۷                                       |
| 3                                        | متیو کاوئرد-هالی (GBR)                   | ۳۲                                       | 3                                        | Azmy Mehelba (EGY)                       | ۴۷                                       |
| دهلی نو هند (20-29 مه)                   | دهلی نو هند (20-29 مه)                   | دهلی نو هند (20-29 مه)                   | دهلی نو هند (20-29 مه)                   | دهلی نو هند (20-29 مه)                   | دهلی نو هند (20-29 مه)                   |
| 1                                        | لغو شد                                   | لغو شد                                   | 1                                        | لغو شد                                   | لغو شد                                   |
| 2                                        | لغو شد                                   | لغو شد                                   | 2                                        | لغو شد                                   | لغو شد                                   |
| 3                                        | لغو شد                                   | لغو شد                                   | 3                                        | لغو شد                                   | لغو شد                                   |
| باکو جمهوری آذربایجان (22 ژوئن-۰۳ ژوئیه) | باکو جمهوری آذربایجان (22 ژوئن-۰۳ ژوئیه) | باکو جمهوری آذربایجان (22 ژوئن-۰۳ ژوئیه) | باکو جمهوری آذربایجان (22 ژوئن-۰۳ ژوئیه) | باکو جمهوری آذربایجان (22 ژوئن-۰۳ ژوئیه) | باکو جمهوری آذربایجان (22 ژوئن-۰۳ ژوئیه) |
| 1                                        | لغو شد                                   | لغو شد                                   | 1                                        | لغو شد                                   | لغو شد                                   |
| 2                                        | لغو شد                                   | لغو شد                                   | 2                                        | لغو شد                                   | لغو شد                                   |
| 3                                        | لغو شد                                   | لغو شد                                   | 3                                        | لغو شد                                   | لغو شد                                   |

## نتایج زنان

### رویدادهای تفنگ
| تفنگ سه وضعیت ۵۰ متر                     | تفنگ سه وضعیت ۵۰ متر                     | تفنگ سه وضعیت ۵۰ متر                     | تفنگ بادی ۱۰ متر                         | تفنگ بادی ۱۰ متر                         | تفنگ بادی ۱۰ متر                         |
| ---------------------------------------- | ---------------------------------------- | ---------------------------------------- | ---------------------------------------- | ---------------------------------------- | ---------------------------------------- |
| دهلی نو هند (05-13 مه)                   | دهلی نو هند (05-13 مه)                   | دهلی نو هند (05-13 مه)                   | دهلی نو هند (05-13 مه)                   | دهلی نو هند (05-13 مه)                   | دهلی نو هند (05-13 مه)                   |
| 1                                        | لغو شد                                   | لغو شد                                   | 1                                        | لغو شد                                   | لغو شد                                   |
| 2                                        | لغو شد                                   | لغو شد                                   | 2                                        | لغو شد                                   | لغو شد                                   |
| 3                                        | لغو شد                                   | لغو شد                                   | 3                                        | لغو شد                                   | لغو شد                                   |
| مونیخ آلمان (02-09 ژوئن)                 | مونیخ آلمان (02-09 ژوئن)                 | مونیخ آلمان (02-09 ژوئن)                 | مونیخ آلمان (02-09 ژوئن)                 | مونیخ آلمان (02-09 ژوئن)                 | مونیخ آلمان (02-09 ژوئن)                 |
| 1                                        | لغو شد                                   | لغو شد                                   | 1                                        | لغو شد                                   | لغو شد                                   |
| 2                                        | لغو شد                                   | لغو شد                                   | 2                                        | لغو شد                                   | لغو شد                                   |
| 3                                        | لغو شد                                   | لغو شد                                   | 3                                        | لغو شد                                   | لغو شد                                   |
| باکو جمهوری آذربایجان (22 ژوئن-۰۳ ژوئیه) | باکو جمهوری آذربایجان (22 ژوئن-۰۳ ژوئیه) | باکو جمهوری آذربایجان (22 ژوئن-۰۳ ژوئیه) | باکو جمهوری آذربایجان (22 ژوئن-۰۳ ژوئیه) | باکو جمهوری آذربایجان (22 ژوئن-۰۳ ژوئیه) | باکو جمهوری آذربایجان (22 ژوئن-۰۳ ژوئیه) |
| 1                                        | لغو شد                                   | لغو شد                                   | 1                                        | لغو شد                                   | لغو شد                                   |
| 2                                        | لغو شد                                   | لغو شد                                   | 2                                        | لغو شد                                   | لغو شد                                   |
| 3                                        | لغو شد                                   | لغو شد                                   | 3                                        | لغو شد                                   | لغو شد                                   |

### رویدادهای تپانچه
| تپانچه ۲۵ متر                            | تپانچه ۲۵ متر                            | تپانچه ۲۵ متر                            | تپانچه بادی ۱۰ متر                       | تپانچه بادی ۱۰ متر                       | تپانچه بادی ۱۰ متر                       |
| ---------------------------------------- | ---------------------------------------- | ---------------------------------------- | ---------------------------------------- | ---------------------------------------- | ---------------------------------------- |
| دهلی نو هند (05-13 مه)                   | دهلی نو هند (05-13 مه)                   | دهلی نو هند (05-13 مه)                   | دهلی نو هند (05-13 مه)                   | دهلی نو هند (05-13 مه)                   | دهلی نو هند (05-13 مه)                   |
| 1                                        | لغو شد                                   | لغو شد                                   | 1                                        | لغو شد                                   | لغو شد                                   |
| 2                                        | لغو شد                                   | لغو شد                                   | 2                                        | لغو شد                                   | لغو شد                                   |
| 3                                        | لغو شد                                   | لغو شد                                   | 3                                        | لغو شد                                   | لغو شد                                   |
| مونیخ آلمان (02-09 ژوئن)                 | مونیخ آلمان (02-09 ژوئن)                 | مونیخ آلمان (02-09 ژوئن)                 | مونیخ آلمان (02-09 ژوئن)                 | مونیخ آلمان (02-09 ژوئن)                 | مونیخ آلمان (02-09 ژوئن)                 |
| 1                                        | لغو شد                                   | لغو شد                                   | 1                                        | لغو شد                                   | لغو شد                                   |
| 2                                        | لغو شد                                   | لغو شد                                   | 2                                        | لغو شد                                   | لغو شد                                   |
| 3                                        | لغو شد                                   | لغو شد                                   | 3                                        | لغو شد                                   | لغو شد                                   |
| باکو جمهوری آذربایجان (22 ژوئن-۰۳ ژوئیه) | باکو جمهوری آذربایجان (22 ژوئن-۰۳ ژوئیه) | باکو جمهوری آذربایجان (22 ژوئن-۰۳ ژوئیه) | باکو جمهوری آذربایجان (22 ژوئن-۰۳ ژوئیه) | باکو جمهوری آذربایجان (22 ژوئن-۰۳ ژوئیه) | باکو جمهوری آذربایجان (22 ژوئن-۰۳ ژوئیه) |
| 1                                        | لغو شد                                   | لغو شد                                   | 1                                        | لغو شد                                   | لغو شد                                   |
| 2                                        | لغو شد                                   | لغو شد                                   | 2                                        | لغو شد                                   | لغو شد                                   |
| 3                                        | لغو شد                                   | لغو شد                                   | 3                                        | لغو شد                                   | لغو شد                                   |

### رویدادهای اهداف پروازی
| تراپ                                       | تراپ                                       | تراپ                                       | اسکیت                                    | اسکیت                                    | اسکیت                                    |
| ------------------------------------------ | ------------------------------------------ | ------------------------------------------ | ---------------------------------------- | ---------------------------------------- | ---------------------------------------- |
| نیکوزیا قبرس (04-13 مارس)                  | نیکوزیا قبرس (04-13 مارس)                  | نیکوزیا قبرس (04-13 مارس)                  | نیکوزیا قبرس (04-13 مارس)                | نیکوزیا قبرس (04-13 مارس)                | نیکوزیا قبرس (04-13 مارس)                |
| 1                                          | Sandra Bernal (POL)                        | ۴۴                                         | 1                                        | Nadine Messerschmidt (GER)               | ۵۲                                       |
| 2                                          | آلساندرا پریلی (SMR)                       | ۴۳                                         | 2                                        | Sutiya Jiewchaloemmit (THA)              | ۴۹                                       |
| 3                                          | فاتیما گالوز (ITA)                         | ۳۲                                         | 3                                        | دانکا بارتکووا (SVK)                     | ۴۲                                       |
| دهلی نو هند (20-29 مه)                     | دهلی نو هند (20-29 مه)                     | دهلی نو هند (20-29 مه)                     | دهلی نو هند (20-29 مه)                   | دهلی نو هند (20-29 مه)                   | دهلی نو هند (20-29 مه)                   |
| 1                                          | لغو شد                                     | لغو شد                                     | 1                                        | لغو شد                                   | لغو شد                                   |
| 2                                          | لغو شد                                     | لغو شد                                     | 2                                        | لغو شد                                   | لغو شد                                   |
| 3                                          | لغو شد                                     | لغو شد                                     | 3                                        | لغو شد                                   | لغو شد                                   |
| باکو جمهوری آذربایجانg> (22 ژوئن-۰۳ ژوئیه) | باکو جمهوری آذربایجانg> (22 ژوئن-۰۳ ژوئیه) | باکو جمهوری آذربایجانg> (22 ژوئن-۰۳ ژوئیه) | باکو جمهوری آذربایجان (22 ژوئن-۰۳ ژوئیه) | باکو جمهوری آذربایجان (22 ژوئن-۰۳ ژوئیه) | باکو جمهوری آذربایجان (22 ژوئن-۰۳ ژوئیه) |
| 1                                          | لغو شد                                     | لغو شد                                     | 1                                        | لغو شد                                   | لغو شد                                   |
| 2                                          | لغو شد                                     | لغو شد                                     | 2                                        | لغو شد                                   | لغو شد                                   |
| 3                                          | لغو شد                                     | لغو شد                                     | 3                                        | لغو شد                                   | لغو شد                                   |

## نتایج تیمی میکس
|                                          | تپانچه بادی ۱۰ متر               | تپانچه بادی ۱۰ متر               | تپانچه بادی ۱۰ متر               | تفنگ بادی ۱۰ متر                 | تفنگ بادی ۱۰ متر                 | تفنگ بادی ۱۰ متر                 | تراپ                        | تراپ                                         | تراپ                        | اسکیت                       | اسکیت                                     | اسکیت                       |
| ---------------------------------------- | -------------------------------- | -------------------------------- | -------------------------------- | -------------------------------- | -------------------------------- | -------------------------------- | --------------------------- | -------------------------------------------- | --------------------------- | --------------------------- | ----------------------------------------- | --------------------------- |
| نیکوزیا قبرس (20-28 فوریه)               | رویدادهای تفنگ/تپانچه وجود ندارد | رویدادهای تفنگ/تپانچه وجود ندارد | رویدادهای تفنگ/تپانچه وجود ندارد | رویدادهای تفنگ/تپانچه وجود ندارد | رویدادهای تفنگ/تپانچه وجود ندارد | رویدادهای تفنگ/تپانچه وجود ندارد | 1                           | Carole Cormenier/Antonin Desert (FRA)        | ۴۳                          | 1                           | Natalia Vinogradova/Roman Sentcov (RUS) 2 | ۳۶                          |
| نیکوزیا قبرس (20-28 فوریه)               | رویدادهای تفنگ/تپانچه وجود ندارد | رویدادهای تفنگ/تپانچه وجود ندارد | رویدادهای تفنگ/تپانچه وجود ندارد | رویدادهای تفنگ/تپانچه وجود ندارد | رویدادهای تفنگ/تپانچه وجود ندارد | رویدادهای تفنگ/تپانچه وجود ندارد | 2                           | فاتیما گالوز/آلبرتو فرناندز (تیرانداز) (ESP) | ۳۷                          | 2                           | Nele Wissmer/Felix Haase (GER)            | ۳۴                          |
| نیکوزیا قبرس (20-28 فوریه)               | رویدادهای تفنگ/تپانچه وجود ندارد | رویدادهای تفنگ/تپانچه وجود ندارد | رویدادهای تفنگ/تپانچه وجود ندارد | رویدادهای تفنگ/تپانچه وجود ندارد | رویدادهای تفنگ/تپانچه وجود ندارد | رویدادهای تفنگ/تپانچه وجود ندارد | 3                           | Safiye Sariturk/Yavuz Ilnam (TUR)            | ۴۱ در BMM                   | 3                           | Zilia Batyrshina/Anton Astakhov (RUS) 1   | ۳۶ در BMM                   |
| دهلی نو هند (05-13 مه)                   | 1                                | لغو شد                           | لغو شد                           | 1                                | لغو شد                           | لغو شد                           | هیچ رویدادی با اهداف پروازی | هیچ رویدادی با اهداف پروازی                  | هیچ رویدادی با اهداف پروازی | هیچ رویدادی با اهداف پروازی | هیچ رویدادی با اهداف پروازی               | هیچ رویدادی با اهداف پروازی |
| دهلی نو هند (05-13 مه)                   | 2                                | لغو شد                           | لغو شد                           | 2                                | لغو شد                           | لغو شد                           | هیچ رویدادی با اهداف پروازی | هیچ رویدادی با اهداف پروازی                  | هیچ رویدادی با اهداف پروازی | هیچ رویدادی با اهداف پروازی | هیچ رویدادی با اهداف پروازی               | هیچ رویدادی با اهداف پروازی |
| دهلی نو هند (05-13 مه)                   | 3                                | لغو شد                           | لغو شد                           | 3                                | لغو شد                           | لغو شد                           | هیچ رویدادی با اهداف پروازی | هیچ رویدادی با اهداف پروازی                  | هیچ رویدادی با اهداف پروازی | هیچ رویدادی با اهداف پروازی | هیچ رویدادی با اهداف پروازی               | هیچ رویدادی با اهداف پروازی |
| دهلی نو هند (20-29 مه)                   | رویدادهای تفنگ/تپانچه وجود ندارد | رویدادهای تفنگ/تپانچه وجود ندارد | رویدادهای تفنگ/تپانچه وجود ندارد | رویدادهای تفنگ/تپانچه وجود ندارد | رویدادهای تفنگ/تپانچه وجود ندارد | رویدادهای تفنگ/تپانچه وجود ندارد | 1                           | لغو شد                                       | لغو شد                      | 1                           | لغو شد                                    | لغو شد                      |
| دهلی نو هند (20-29 مه)                   | رویدادهای تفنگ/تپانچه وجود ندارد | رویدادهای تفنگ/تپانچه وجود ندارد | رویدادهای تفنگ/تپانچه وجود ندارد | رویدادهای تفنگ/تپانچه وجود ندارد | رویدادهای تفنگ/تپانچه وجود ندارد | رویدادهای تفنگ/تپانچه وجود ندارد | 2                           | لغو شد                                       | لغو شد                      | 2                           | لغو شد                                    | لغو شد                      |
| دهلی نو هند (20-29 مه)                   | رویدادهای تفنگ/تپانچه وجود ندارد | رویدادهای تفنگ/تپانچه وجود ندارد | رویدادهای تفنگ/تپانچه وجود ندارد | رویدادهای تفنگ/تپانچه وجود ندارد | رویدادهای تفنگ/تپانچه وجود ندارد | رویدادهای تفنگ/تپانچه وجود ندارد | 3                           | لغو شد                                       | لغو شد                      | 3                           | لغو شد                                    | لغو شد                      |
| مونیخ آلمان (02-09 ژوئن)                 | 1                                | لغو شد                           | لغو شد                           | 1                                | لغو شد                           | لغو شد                           | هیچ رویدادی با اهداف پروازی | هیچ رویدادی با اهداف پروازی                  | هیچ رویدادی با اهداف پروازی | هیچ رویدادی با اهداف پروازی | هیچ رویدادی با اهداف پروازی               | هیچ رویدادی با اهداف پروازی |
| مونیخ آلمان (02-09 ژوئن)                 | 2                                | لغو شد                           | لغو شد                           | 2                                | لغو شد                           | لغو شد                           | هیچ رویدادی با اهداف پروازی | هیچ رویدادی با اهداف پروازی                  | هیچ رویدادی با اهداف پروازی | هیچ رویدادی با اهداف پروازی | هیچ رویدادی با اهداف پروازی               | هیچ رویدادی با اهداف پروازی |
| مونیخ آلمان (02-09 ژوئن)                 | 3                                | لغو شد                           | لغو شد                           | 3                                | لغو شد                           | لغو شد                           | هیچ رویدادی با اهداف پروازی | هیچ رویدادی با اهداف پروازی                  | هیچ رویدادی با اهداف پروازی | هیچ رویدادی با اهداف پروازی | هیچ رویدادی با اهداف پروازی               | هیچ رویدادی با اهداف پروازی |
| باکو جمهوری آذربایجان (22 ژوئن-۰۳ ژوئیه) | 1                                | لغو شد                           | لغو شد                           | 1                                | لغو شد                           | لغو شد                           | 1                           | لغو شد                                       | لغو شد                      | 1                           | لغو شد                                    | لغو شد                      |
| باکو جمهوری آذربایجان (22 ژوئن-۰۳ ژوئیه) | 2                                | لغو شد                           | لغو شد                           | 2                                | لغو شد                           | لغو شد                           | 2                           | لغو شد                                       | لغو شد                      | 2                           | لغو شد                                    | لغو شد                      |
| باکو جمهوری آذربایجان (22 ژوئن-۰۳ ژوئیه) | 3                                | لغو شد                           | لغو شد                           | 3                                | لغو شد                           | لغو شد                           | 3                           | لغو شد                                       | لغو شد                      | 3                           | لغو شد                                    | لغو شد                      |

(BMM - مسابقه مدال برنز)

## جدول مدال‌های کلی
- فقط شامل مدال‌های اهداف پروازی جام جهانی، نیکوزیا (۱۳/۰۳/۲۰)

| رتبه            | کشور                 | طلا | نقره | برنز | مجموع |
| --------------- | -------------------- | --- | ---- | ---- | ----- |
| ۱               | آلمان (GER)          | ۱   | ۲    | ۰    | ۳     |
| ۲               | روسیه (RUS)          | ۱   | ۰    | ۱    | ۲     |
| ۳               | سوئد (SWE)           | ۱   | ۰    | ۰    | ۱     |
| ۳               | فرانسه (FRA)         | ۱   | ۰    | ۰    | ۱     |
| ۳               | لهستان (POL)         | ۱   | ۰    | ۰    | ۱     |
| ۳               | کرواسی (CRO)         | ۱   | ۰    | ۰    | ۱     |
| ۷               | اسپانیا (ESP)        | ۰   | ۱    | ۱    | ۲     |
| ۸               | آرژانتین (ARG)       | ۰   | ۱    | ۰    | ۱     |
| ۸               | تایلند (THA)         | ۰   | ۱    | ۰    | ۱     |
| ۸               | سان مارینو (SMR)     | ۰   | ۱    | ۰    | ۱     |
| ۱۱              | اسلواکی (SVK)        | ۰   | ۰    | ۱    | ۱     |
| ۱۱              | بریتانیای کبیر (GBR) | ۰   | ۰    | ۱    | ۱     |
| ۱۱              | ترکیه (TUR)          | ۰   | ۰    | ۱    | ۱     |
| ۱۱              | مصر (EGY)            | ۰   | ۰    | ۱    | ۱     |
| مجموع (۱۴ کشور) | مجموع (۱۴ کشور)      | ۶   | ۶    | ۶    | ۱۸    |